# Ignacio Velasco
Antonio Ignacio Velasco García (ur. 17 stycznia 1929 w Acarigua, zm. 6 lipca 2003 w Caracas) – wenezuelski duchowny katolicki, arcybiskup Caracas, kardynał.

## Życiorys
Wstąpił do zgromadzenia zakonnego salezjanów (SDB), pierwsze śluby złożył w nowicjacie w Santa Maria koło Los Teques 25 sierpnia 1945. Kształcił się w szkołach zakonnych (także na Uniwersytecie Salezjańskim w Turynie, gdzie obronił doktoraty z filozofii i pedagogiki); 30 czerwca 1951 w Valdocco koło Turynu złożył śluby wieczyste, a 17 grudnia 1955 w Rzymie przyjął święcenia kapłańskie. Na Papieskim Uniwersytecie Gregoriańskim w Rzymie uzyskał doktorat z teologii. Pracował jako duszpasterz i katecheta w szkołach w Los Teques, Valencia (Wenezuela) i Altamira, w latach 1964–1967 pełnił funkcję rektora Colegio Santo de Aquino w Valera. Był członkiem rady generalnej zakonu salezjańskiego (1984-1989).
W październiku 1989 został mianowany wikariuszem apostolskim Puerto Ayacucho i biskupem tytularnym Utimmira; sakry biskupiej udzielił mu w Watykanie 6 stycznia 1990 Jan Paweł II. Od maja 1992 pełnił dodatkowo funkcję administratora apostolskiego ad nutum Sanctae Sedis diecezji San Fernando de Apure. Uczestniczył w sesjach Światowego Synodu Biskupów w Watykanie oraz IV konferencji generalnej Episkopatów Latynoamerykańskich w Santo Domingo (Dominikana, październik 1992). W maju 1995 został promowany na stolicę arcybiskupią Caracas.
Pełnił funkcję honorową kanclerza Katolickiego Uniwersytetu Andres Bello, przyczynił się do powstania i także był kanclerzem Uniwersytetu Santa Rosa de Lima w Caracas. W lutym 2001 Jan Paweł II wyniósł go do godności kardynalskiej, nadając tytuł prezbitera S. Maria Domenica Mazzarello.